# Duško Kečkemet
Duško Kečkemet (Supetar na Braču, 4.lipnja 1923. – Split, 12. svibnja 2020.) bio je hrvatski znanstvenik i povjesničar umjetnosti. Radio je kao ravnatelj Muzeja grada Splita i Galerije Meštrović, kao profesor povijesti umjetnosti na Filozofskom fakultetu u Splitu. Proučavao je i objavljivao povijesnu, kulturnu i umjetničku baštinu Splita i Dalmacije, posebno 19. I 20. stoljeća. Likovni kritičar u Splitu i stalni suradnik više enciklopedija i izdanja Leksikografskog zavoda u Zagrebu. Bio je analitičar brojnih kulturnih društvenih, posebno splitskih, urbanističkih problema.
Dobitnik je više nagrada: godišnje nagrade grada Splita i grada Zagreba, za životno djelo grada Splita, Županije Splitsko-dalmatinske, Slobodne Dalmacije, odlikovanje i nagrada za životno djelo Sabora Republike Hrvatske, Hrvatskog društva povjesničara umjetnosti, Viteza francuskog reda umjetnosti i književnosti.
Objavio je 70 znanstvenih knjiga, 170 znanstvenih radova i oko 1000 stručnih, popularnoznanstvenih, kritičkih, enciklopedijskih i sličnih napisa. 

## Ostalo
- "Libar Miljenka Smoje oli ča je život vengo fantažija" kao sudionik dokumentarnog serijala (2012.)